# Estàndard d'or (prova)
En medicina (i menys en estadística) s'anomena estàndard d'or o prova de referència a la millor prova de diagnòstic disponible en condicions raonables. No ha de ser necessàriament la millor prova possible en termes absoluts; per exemple, en la medicina, una autòpsia pot ser la millor prova per tenir un diagnòstic exacte, en aquest cas l'estàndard d'or és menys precís que l'autòpsia.